# Antonio Álvarez Alonso
Antonio Álvarez Alonso (Martos, Jaén, 11 de marzo de 1867 - Cartagena, Región de Murcia, 22 de junio de 1903) fue un pianista y compositor y director de zarzuelas español del siglo XIX. Es recordado por ser el autor del pasodoble Suspiros de España.

## Las obras de género chico en Madrid
Antonio Álvarez Alonso, huérfano desde muy joven, fue acogido junto con su hermano Manuel por su tío Antonio Álvarez Cantos, director del teatro de la Zarzuela en Madrid. Ambos hermanos cursaron estudios en la Escuela Nacional de Música de Madrid, con maestros como Dámaso Zabalza y Emilio Arrieta y Corera. En 1883 obtuvo el segundo premio de piano en el Real Conservartorio y es posible que algo después iniciara su actividad como pianista acompañante, aunque tenía poco más de 16 años. Se menciona su participación en giras y recitales, pero no aparecen indicios sobre tal actividad; tampoco se confirma que acompañara en una gira internacional al violinista Pablo Sarasate, cuyo acompañante habitual desde 1877 era Otto Goldschmidt. Los registros digitalizados de diversas fuentes permiten identificar “El Rey de Oros. cuento cómico-lírico inverosímil” como la primera zarzuela con música de un veinteañero Antonio Álvarez, que se estrenó el 28 de marzo de 1889 en el teatro Martín de Madrid. En septiembre de 1892, Álvarez aparecía como maestro director y concertante del teatro Felipe en Madrid. El maestro concertante era quien repasaba la parte musical que correspondía a cada uno de los cantantes, acompañándolos al piano; también debía concertar el conjunto de voces previo a la ejecución de las obras, ya fueran revistas, operetas o zarzuelas. Ese año inició su colaboración con Manuel Chalóns en la música para “Salú y Suerte: humorada cómico-lírica-fantástica”, que se estrenó en los Jardines del Retiro de Madrid el 16 de julio. Al año siguiente ambos músicos ocupaban al alimón la dirección y el cargo de concertador del Teatro Romea y es allí donde estrenaron el 3 de septiembre “Los cuentos del año: fantasía cómico-lírica-madrileña” y unos días después “Chispas”; el 27 de octubre “Fantasía morisca” y el 29 de noviembre de 1893 “Crispulín”. Aún tuvieron tiempo ese mismo año, probablemente como excusa navideña, de estrenar el 23 de diciembre “La venida de Jesus o La Estrella con Rabo (sic): Apropósito en un acto y tres cuadros”.
El año 1894 parece haber sido igualmente productivo: el 21 de febrero los dos colaboradores estrenaron la revista cómico-lírica “Las Hojas del Calendario”, el 14 de septiembre la revista “Siluetas Madrileñas”, en diciembre la zarzuela “El Traje del Alcalde”. En “Guayabita”, de ese mismo año, colabora con Ángel Rubio (el manuscrito contiene la firma manuscrita de ambos compositores).
“Cambio de Almas”, se estrena el 27 de febrero de 1895. De esta fantasía cómico-lírica se conservan tanto el libretto como la partitura pianística. El 16 de mayo de 1895 se estrena "¡¡Ande el movimiento!!  : apropósito en un acto, en verso y cuatro cuadros”, y el 31 de octubre “Chico y chica: Zarzuela cómica inverosímil”. La zarzuela cómica “Loreto Frégoli” se estrenó, como siempre en El Romea, el 7 de febrero de 1896; “El Gran Visir”, el 2 de marzo de ese año, y la zarzuela bufa “Musica Prohibita” el 20 de abril.“Las niñas toreras: extravagancia cómico-lírica”, que se estrenó el primero de febrero de 1897, contó con la colaboración de Álvarez y Vicente Lleó.
Parece que Chalóns y Álvarez siguieron caminos diferentes ante el cambio de siglo. Desde la temporada de 1896, Manuel Chalóns era maestro director y concertador en el teatro de la Zarzuela. Con esa compañía y su nuevo colaborador Lledó estrena el juguete cómico lírico “Los Gladiadores” en junio y “El Belén del abuelito” en diciembre de 1899.
La programación de Unión Radio (EAJ 373) a mediados de los años 20 del siglo pasado permite identificar otras obras de Antonio Álvarez que fueron emitidas en esa época. Los pasacalles “Los guapos”, “Los Fantoches” y “¡ Viva la Pepa !”, la gavota “Dulcinea”, el capricho “Danza Negra”, una “Marcha Solemne” y el cuarteto de cuerda humorístico “Las Hormigas”. La nota necrológica que siguió a su muerte añade una colección de valses titulada “Ensueño seductor”.

## En Cartagena
Se ha afirmado que Antonio López llegó a Cartagena al frente de su propia compañía. También que llegó a Cartagena de la mano de Pablo López, un tenor cómico y gloria local que dirigía una compañía de ópera y zarzuela. Aunque es cierto que esa compañía actuó en el Teatro Romea de Madrid en 1898 y que muy buen se pudo haber producido en esa ocasión el encuentro con Álvarez, no aparecen hasta el momento evidencias directas de ello. En todo caso, se menciona a Álvarez como director de un concierto en el Teatro Circo de Cartagena en junio de 1902. También se informa de una visita que el compositor, junto con el sexteto del Café de España que dirigía, realizó en el verano de ese mismo año a Portugal, donde ofreció una serie de conciertos en la Sociedad Sporting-Club de Cascaes y en el Palacio Real de dicha nación y fue agraciado (sic) con la gran cruz de Santiago. El diario El Liberal (publicado en Murcia) informó el 23 de junio de 1903 del sepelio de Antonio Álvarez Alonso, que había tenido lugar la tarde anterior y ofreció una extensa nota necrológica. Sólo un par de líneas mencionan su muerte en el resto de la prensa de la época disponible.

### "Suspiros de España"
El 30 de julio de 1902, se leía en el Diario de Murcia (en la sección de Cartagena): “Hállase expuesto para la venta en Café-Restaurant de España la bonita edición del magnífico pasodoble titulado Suspiros de España, que ha escrito el notable maestro compositor D. Antonio Alvarez”. La obra, compuesta el año anterior, fue editada por la Sociedad de Autores Españoles en 1906. Es probable, como indican algunas portadas, que ya por entonces existieran y se hubieran editado arreglos para piano a cuatro manos, orquesta, sexteto y banda (militar). De hecho, en marzo de 1902 la interpretó la Banda Primitiva de Alcoy, que la incorporó seguidamente a su repertorio y en junio la Banda del Tercer Regimiento en Cartagena; en julio del mismo año la Banda Municipal de Murcia, y en versión sexteto se tocó en la Feria de Cartagena y en el Café del Sol de Murcia. En los años siguientes la obra aparecía ya en el repertorio de varias bandas militares que la interpretan a lo largo de la geografía española. De 1905 datan las primeras grabaciones de la marcha, en formato de rollo para pianola. En el Registro General de la Propiedad Intelectual aparece inscrita como marcha popular para piano de Antonio Álvarez con el número 17751.

## Cultura popular
La serie de televisión El secreto de Puente Viejo recrea un hipotético viaje del autor a la población que da nombre a la serie, en marzo de 1902, para hacer una premier «no oficial» de su conocido pasodoble.